# Chris van Dam
Christiaan Jan Lodewijk (Chris) van Dam (Wilp, 9 juli 1963) is een Nederlands jurist, voormalig politicus en bestuurder. Sinds 1 mei 2023 is hij voorzitter van de Onderzoeksraad voor Veiligheid (OVV). Van 1 oktober 2022 tot 1 mei 2023 was hij rechter in opleiding in de strafsector van de Rechtbank Rotterdam. Van 23 maart 2017 tot 31 maart 2021 was hij namens het CDA lid van de Tweede Kamer der Staten-Generaal. Daarvoor was hij officier van justitie bij het Openbaar Ministerie en politieagent bij de Politie Haaglanden.

## Biografie
Van Dam groeide op in een protestants-christelijk (gereformeerd) gezin in de Alblasserwaard en later Apeldoorn en verhuisde in 1985 naar Den Haag waar hij functies als inspecteur en hoofdinspecteur vervulde binnen de opsporing. In 1997 maakte Van Dam de overstap naar het Openbaar Ministerie (OM) waar hij officier van justitie werd.
Zijn oom Gerrit van Dam (oud-Tweede Kamerlid tussen 1971-1986) spoorde hem aan zich verkiesbaar te stellen. Namens het Christen-Democratisch Appèl (CDA) was hij van 23 maart 2017 tot 31 maart 2021 lid van de Tweede Kamer der Staten-Generaal. Daarvoor was hij twaalf jaar werkzaam bij Politie Haaglanden en is hij negentien jaar officier van justitie en plaatsvervangend hoofdofficier geweest bij het OM in Amsterdam en Den Haag. Van Dam is opgeleid tot meester in de rechten.
Naast zijn werk is Van Dam maatschappelijk betrokken geweest, bijvoorbeeld in het bestuur van zijn kerk, als voorzitter van een van de grootste wijkverenigingen in Den Haag en als voorzitter van een Exodushuis. Sinds 2021 is hij voorzitter van STEK (Stad en Kerk), de diaconale organisatie van de Protestantse Kerk Den Haag.
In september 2022 werd bekendgemaakt dat Van Dam op 1 oktober 2022 rechter in opleiding werd in de strafsector van de Rechtbank Rotterdam. Hij heeft zijn partijlidmaatschap van het CDA opgezegd. Met ingang van 1 mei 2023 werd Van Dam voor vier jaar benoemd tot voorzitter van de Onderzoeksraad voor Veiligheid (OVV), als opvolger van Jeroen Dijsselbloem die in september 2022 burgemeester van Eindhoven werd.
Naast het voorzitterschap van de OVV is Van Dam bestuursvoorzitter van stichting Stek (stad en kerk) te Den Haag, bestuursvoorzitter van de stichting Epafras te Leiden, lid van de raad van toezicht van stichting Safecin (Fraudehelpdesk) te Apeldoorn, voorzitter van de adviescommissie VOG-Politiegegevens (deze commissie heeft tot taak toezicht te houden op het werk van de dienst Justis) en rechter-plaatsvervanger bij de Rechtbank Rotterdam.

### Politiek
Van Dam was in de Tweede Kamer woordvoerder op de volgende terreinen: politie, openbaar ministerie, rechtspraak, de juridische beroepen (incl. rechtsbijstand), grensbewaking, rampenbestrijding, grote stedenbeleid. Zijn maidenspeech hield hij op 6 april 2017 bij een debat over discriminatie en racisme. Op 13 november 2017 nam Van Dam het woordvoerderschap over het neerstorten van vlucht MH17 over van zijn fractiegenoot Pieter Omtzigt.
Van Dam kreeg bekendheid als voorzitter van de Parlementaire ondervragingscommissie Kinderopvangtoeslag. Het rapport van deze commissie was kritisch over het gedrag ten aanzien van de toeslagenaffaire van de ambtelijke top van het ministerie van Financiën en ministerie van Sociale Zaken en Werkgelegenheid, de regering, de Tweede Kamer en de Raad van State. Volgens dit rapport deed niemand iets met de signalen van het jarenlange onrecht dat mensen aangedaan werd, die geheel ten onrechte beschuldigd werden van fraude met de toelage voor kinderopvang. Het kabinet trad op 15 januari 2021 in zijn geheel af vanwege de conclusies van het rapport.
Van Dam bedankte aanvankelijk voor de 24e plek op de concept-kandidatenlijst voor de Tweede Kamerverkiezingen van maart 2021. Het CDA had toen 13 zetels in de peilingen. Hij vond dat hij een te lage plek had gekregen op de voorlopige kandidatenlijst.
Later besloot hij zich alsnog kandidaat te stellen op plaats 47 van de lijst om zo met voorkeurstemmen verkozen te kunnen worden. Op 22 maart 2021 werd bekend dat Van Dam niet genoeg voorkeurstemmen had gekregen en dus niet terugkeerde in de Tweede Kamer. Op 30 maart 2021 nam hij afscheid als Kamerlid. In maart 2022 was hij lijstduwer (nummer 40) op de kieslijst van CDA Den Haag.

## Persoonlijk
Van Dam is getrouwd, heeft drie kinderen en zijn echtgenote is leerkracht in het basisonderwijs.
- Parlement.com: vk7tetuhu8sc